# Eugongylus mentovarius
Eugongylus mentovarius — вид сцинкоподібних ящірок родини сцинкових (Scincidae). Ендемік Індонезії.

## Поширення і екологія
Eugongylus mentovarius мешкають на островах Моротай, Гебе, Хальмахера, Біса і Тернате в архіпелазі Молуккських островів. Вони живуть у вологих рівнинних тропічних лісах та на плантаціях. Зустрічаються на висоті до 1500 м над рівнем моря.